# Kazero
 (mars 2023).
Si vous disposez d'ouvrages ou d'articles de référence ou si vous connaissez des sites web de qualité traitant du thème abordé ici, merci de compléter l'article en donnant les références utiles à sa vérifiabilité et en les liant à la section « Notes et références ».
Kazero (prononcé [Kazéro]) est un duo français composé d'Érick Casero et de Véronique Segaud.
En 1986, son titre Thaï Nana produit par Jacques Cardona est son plus grand succès, aux paroles chantonnées sur un tempo aussi rapide que désabusé et au climat absurde.

## Histoire
Le duo, originaire de Toulouse, a été précédé à la fin des années 1970 par Mélétunétron puis Casero au sein duquel Éric Casero composait, arrangeait, jouait du trombone et du synthé, chantait et dirigeait, Alain Faubert tenait la basse et Laurent Marc les percussions (vibraphone notamment). Puis par plusieurs formations Kazero  fera la  1er partie de MAGMA au parvis de Tarbes en 1978.
En 2000, Éric Casero sort un album sous le pseudonyme de Jean Dupont dont le titre C'est une histoire sera programmé neuf semaines sur la radio France Inter mais ne connaîtra qu'un succès d'estime. Il est le fondateur du quatuor Les Duponts Electriques en 2003, devenu le duo Les Duponts Électriques en 2008.
Véronique Segaud a quant à elle sorti trois albums sous le nom de Vero SEGO. Son titre le plus connu est J'avais une vie, vendu à plus de 30 000 exemplaires. Elle est depuis 2005 la fondatrice de la School of Rock de Blagnac et a fondé le label Extraordinaire qui produit de jeunes songwritters pop rock et électro. Ce label a sorti une compilation de ces jeunes auteurs/compositeurs.
En 2021, Thaï Nana devient brièvement populaire au Japon, où la chanson est renommée « ヘンだけどクセになる曲 » (Une chanson étrange mais addictive), incitant le duo à répondre par le biais d'une vidéo de remerciement.

a titre personnel , erick casero soutien Mélenchon , la LFI

## Discographie
- 1982 : Caséro : Comme dans un vieux film (Pathé Marconi/EMI)
- 1986 : Kazero : Thaï Nana (BMG)
- 1987 : Kazero : Whoopy Machine (BMG)
- 2000 : Jean Dupont (Sony/Musisoft)
- 2000 : Jean Dupont : single C'est une histoire
- 2001 : Jean Dupont : simple Tit revient
- 2005 : Les Duponts électriques : 1er album (label Extraordinaire)
- 2013 : Les Duponts électriques : Titre éponyme (label Extraordinaire)
- 2022 : Les Duponts électriques : ! (point d'exclamation), label Willing productions